# Kosūt
Kosūt (persiska: كُسوت) är en ort i Iran.   Den ligger i provinsen Mazandaran, i den norra delen av landet, 190 km öster om huvudstaden Teheran. Kosūt ligger 604 meter över havet och antalet invånare är 117.
Terrängen runt Kosūt är kuperad. Runt Kosūt är det ganska tätbefolkat, med 111 invånare per kvadratkilometer. Närmaste större samhälle är Konīm, 15,7 km sydost om Kosūt. I omgivningarna runt Kosūt växer i huvudsak blandskog.